# Манебах
Манебах — район міста Ільменау в Тюрингії.
Манебах розташований в Ільмталі в Тюринзькому лісі, приблизно за 3 км на захід-південний захід від Ільменау. Місце являє собою вуличне село протяжністю понад 2 км, оточене смерековим лісом. На південний схід знаходиться 861-метрова гора Кікельхан, місцева гора Ільменау. Неподалік знаходиться скельна печера Германштайн, яку любив відвідувати Гете. На північ від села знаходяться Хохе Варте і Швальбенштейн, на яких Гете всього за один день написав четверту дію «Іфігенії в Тавриді».